# 坂北バスストップ
坂北バスストップ（さかきたバスストップ）は、長野県東筑摩郡筑北村の長野自動車道上にある高速バス停留所。
本停留所に停車する高速バスは、旅客案内上の停留所名を「長野道坂北」と案内している。

## 停車する路線
- 長野 - 飯田線（みすずハイウェイバス、アルピコ交通・伊那バス・信南交通）
四賀BS - 坂北BS - 姨捨BS
- 長野 - 松本線（アルピコ交通）（休止）
四賀BS - 坂北BS - 姨捨BS

## 周辺
- JR 篠ノ井線 坂北駅
- 道の駅さかきた
- 小仁熊ダム
- 差切峡